# برندرش زاندولی لیلو
برندرش زاندولی لیلو (به لاتین: Berendrecht-Zandvliet-Lillo) یک منطقهٔ مسکونی در بلژیک است که در آنتورپ واقع شده‌است. برندرش زاندولی لیلو ۹٬۸۷۵ نفر جمعیت دارد.